# Liste der Monuments historiques in Boulancourt
Die Liste der Monuments historiques in Boulancourt führt die Monuments historiques in der französischen Gemeinde Boulancourt auf.

## Liste der Objekte
| Bezeichnung | Beschreibung          | Standort                      | Kennzeichnung | Schutzstatus | Datum | Bild |
| ----------- | --------------------- | ----------------------------- | ------------- | ------------ | ----- | ---- |
| Glocke      | Bronze, 1607 gegossen | in der Kirche St-Denis (Lage) | PM77000155    | Classé       | 1942  |      |